# Lepcha
Los lepcha forman un grupo étnico que vive en Sikkim, en Bengala Occidental y Tripura, en la India. Hablan lenguas del Himalaya pertenecientes a la familia tibetano-birmana. Los lepcha son de estirpe mongoloide, viven en el Himalaya, en las vertientes meridionales y orientales del monte Kanchen Junga.
La religión lepcha es conocida como mun. Sus sacerdotes llevan túnicas budistas y observan las reglas de los monjes. Se espera de ellos que protejan a las gentes de las epidemias mediante la comunión con lo sobrenatural y los sacrificios periódicos.
Cuando a comienzos del siglo XVII se inició la soberanía del Tíbet sobre Sikkim, los lepcha fueron eclipsados por los bhutia de Sikkim, siendo estos últimos más industriosos y acostumbrados al cultivo con arado. En los siglos subsiguientes los lepcha se unieron a los bhutia en su combate contra los más prósperos népalíes, pero tanto los nepalíes como los bhutia trataron a los lepcha como esclavos.
Algunos de los lepcha son agricultores. Otros son jornaleros, carpinteros y trabajadores del gobierno.
- Datos: Q972684
- Multimedia: Lepcha people / Q972684